# Impeachment de Fernando Collor
O processo de impeachment de Fernando Collor transcorreu no final de 1992 e foi o terceiro processo de impeachment do Brasil (em 1955 os presidentes Carlos Luz e Café Filho também sofreram processos de impeachment), resultando no afastamento definitivo de Fernando Collor de Mello do cargo de presidente da república. O processo, antes de aprovado, fez com que Collor renunciasse ao cargo em 29 de dezembro de 1992, deixando o cargo para seu vice Itamar Franco. Mesmo assim, o processo continuou e os parlamentares se reuniram em plenário para a votação do impeachment e decidiram que o presidente não poderia evitar o processo de cassação pela apresentação tardia da carta de renúncia. Com o julgamento, Collor ficou inelegível por 8 anos. Collor foi acusado de corrupção pelo seu próprio irmão, Pedro Collor de Mello, em matéria de capa da revista Veja, em 1992.
O empresário Paulo César Farias, tesoureiro de campanha de Collor, foi a personalidade-chave do impeachment. Ele seria o testa de ferro em diversos esquemas de corrupção divulgados de 1992 em diante. A investigação do Esquema PC Farias mostrou que o artifício ilegal usado pelos envolvidos arrecadou cerca de 15 milhões de reais durante o governo de Fernando Collor, sendo que mais de um bilhão de reais chegou a ser movimentado nos cofres públicos. Nenhuma destas contribuições teve qualquer ligação com benefício ao "cliente" de Paulo César por conta de favor prestado por Fernando Collor. O "esquema PC" movimentou mais de US$ 1 bilhão dos cofres públicos.

## Histórico

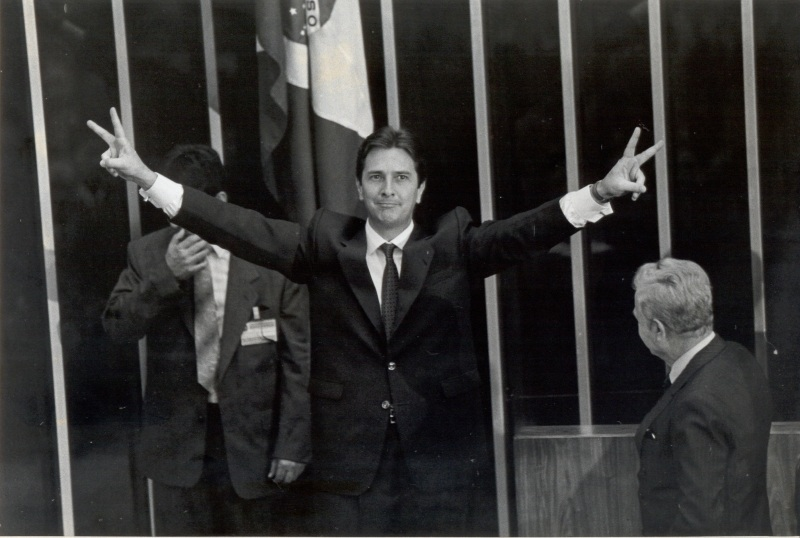
Fernando Collor no Congresso Nacional

Em 1989, depois de 29 anos da eleição direta que levou Jânio Quadros à presidência da república, o carioca Fernando Collor de Mello (PRN-AL) foi eleito por pequena margem de votos (42,75% a 37,86%) sobre Luiz Inácio Lula da Silva (PT-SP), em campanha que opôs dois modelos de atuação estatal: um pautado na redução do papel do Estado (Collor) e outro de forte presença do Estado na economia (Lula).
A campanha foi marcada pelo tom emocional adotado pelos candidatos e pelas críticas ao governo de José Sarney. Collor se autodenominou "caçador de marajás", que combateria a inflação e a corrupção, e "defensor dos descamisados". Lula, por sua vez, apresentava-se à população como entendedor dos problemas dos trabalhadores, notadamente por sua história no movimento sindical.
Nos primeiros 15 dias de mandato, Collor lançou um pacote econômico que levou o seu nome e que bloqueou o dinheiro depositado nos bancos (caderneta de poupança e contas correntes) de pessoas físicas e jurídicas (confisco). Entre as primeiras medidas para a economia, houve uma reforma administrativa que extinguiu órgãos e empresas estatais e que promoveu as primeiras privatizações, abertura do mercado brasileiro às importações, congelamento de preços e prefixação dos salários.
Embora inicialmente tenha reduzido a inflação, o plano trouxe a maior recessão da história brasileira, até então, resultando no aumento do desemprego e nas quebras de empresas. Aliado ao plano, o presidente imprimia uma série de atitudes características de sua personalidade, que ficou conhecida como o "jeito Collor de governar".
Era comum se assistir a exibições de Collor fazendo cooper, praticando esportes, voando em caças da Força Aérea Brasileira e subindo a rampa do Palácio do Planalto, comportamentos estes que exaltavam suas supostas jovialidade, arrojo, combatividade e modernidade. Todos expressos em sua notória frase "Tenho aquilo roxo".
Por trás do jeito Collor, montava-se um esquema de corrupção e tráfico de influência que veio à tona em seu terceiro ano de mandato.
Em reportagem publicada pela revista Veja, na sua edição de 13 de maio de 1992, Pedro Collor de Mello acusava o tesoureiro da campanha presidencial de seu irmão, o empresário PC Farias, de articular um esquema de corrupção de tráfico de influência, loteamento de cargos públicos e cobrança de propina dentro do governo.
O chamado "esquema PC" teria, como beneficiários, integrantes do alto escalão do governo e o próprio presidente. No mês seguinte, o Congresso Nacional instalou uma Comissão Parlamentar de Inquérito para investigar o caso. Durante o processo investigatório, personagens como Ana Acioli, secretária de Collor, e Francisco Eriberto, seu ex-motorista, prestaram depoimento à comissão confirmando as acusações e dando detalhes do esquema.
Um dos expedientes utilizados por PC era abrir contas "fantasmas" para realizar operações de transferência de dinheiro arrecadado com o pagamento de propina e desviado dos cofres públicos para as contas de Ana Acioli. Além disso, gastos da residência oficial de Collor, a Casa da Dinda, eram pagos com dinheiro de empresas de PC Farias.
Aprovado por 16 votos a 5, o relatório final da comissão constatou, também, que as contas de Collor e PC não haviam sido incluídas no confisco de 1990. Foi pedido, então, o impeachment do presidente.
Em agosto, durante os trabalhos da comissão, a população brasileira começou a sair às ruas para pedir o impeachment. Com cada vez mais adeptos, os protestos tiveram, como protagonista, a juventude, que pintou no rosto o "Fora Collor" (com um "l" verde e o outro amarelo) e o "Impeachment Já": era o movimento dos "caras-pintadas".

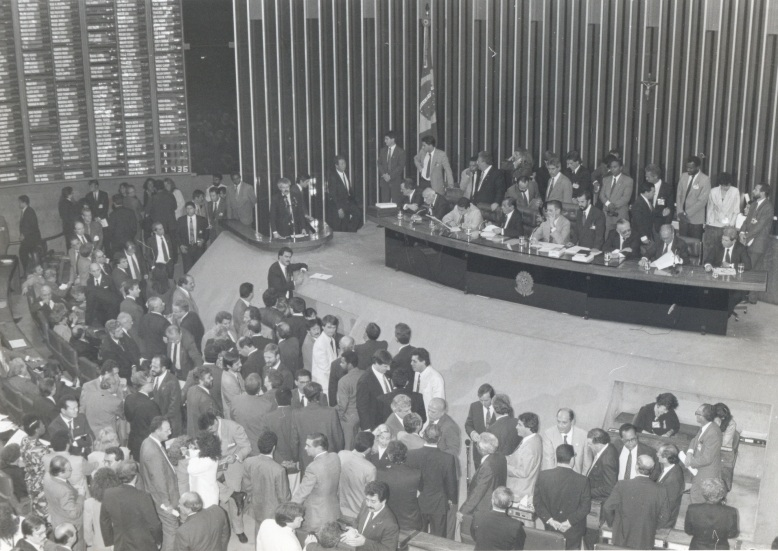
O presidente da Câmara dos Deputados Ibsen Pinheiro, dá início à votação do pedido de impeachment.

Em votação aberta, após tentativa de manobra do presidente para uma sessão secreta, os deputados votaram pela abertura de processo de impeachment de Collor. Foram 441 votos a favor (eram necessários 336), 38 contra, 23 ausências e uma abstenção.
Collor renunciou ao cargo, mas, com o processo já aberto, teve seus direitos políticos suspensos por oito anos, até 2000.
Após seu impeachment, assinou carta para a população afirmando que saiu da presidência com consciência limpa e que foi vítima de perseguição política. Menos de duas horas depois, reuniu-se em um churrasco na Casa da Dinda com nomes como Ricardo Fiuza, Lafaiete Coutinho, Álvaro Mendonça, Odacir Soares, Gilmar Mendes, José Guilherme Villela, Arthur Castilho, Paulo Octávio, Luiz Estevão e Marcos Coimbra para preparar sua defesa no senado.
Durante o processo, Collor chegou a pedir asilo em Portugal.

## Linha do tempo
- Maio de 1992 - O irmão de Fernando Collor, Pedro Collor, acusa PC Farias de ser o "testa de ferro" do presidente.
- 1º de junho de 1992 - O Congresso Nacional instala uma Comissão Parlamentar de Inquérito para apurar os negócios de PC Farias no governo Collor.
- 4 de junho de 1992 - O irmão de Collor, Pedro, depõe à comissão e acusa PC Farias de montar uma rede de tráfico de influência no governo, com a conivência do presidente.
- Julho de 1992 - O motorista de Collor, Eriberto França, vai ao Congresso e confirma os depósitos de PC Farias para a secretária do presidente, Ana Acioli. No mesmo mês, ele declara à revista IstoÉ que PC Farias pagava as contas da Casa da Dinda.
- 3 de agosto de 1992 - O ex-secretário de imprensa da presidência, Pedro Luís Rodrigues, avisa que não pretende se despedir de Collor ao deixar o governo. A executiva nacional do Partido dos Trabalhadores decide promover uma série de comícios no país pela aprovação do impeachment.
- 4 de agosto de 1992 - O ex-ministro da educação José Goldemberg declara que foi "enganado e burlado" por Collor.
- 5 de agosto de 1992 - O governo decide que o prazo ideal para enfrentar a oposição na votação do impeachment será depois das eleições de 3 de outubro.
- 15 de agosto de 1992 - Collor anuncia em cadeia nacional de rádio e tevê a devolução da última parcela de cruzados novos bloqueados e do empréstimo compulsório cobrado no governo Sarney.
- 16 de agosto de 1992 - O preto domina na guerra das cores proposta pelo presidente. A Ordem dos Advogados do Brasil decide que a entidade pedirá o impeachment de Collor quando o relatório da comissão ficar pronto.
- 21 de agosto de 1992 - A comissão confirma que a reforma na Casa da Dinda foi paga pela Brasil Jet. Cerca de 40 000 estudantes cariocas, convocados pela União Nacional dos Estudantes, pediram o impeachment de Collor. O jornal norte-americano The New York Times comenta em editorial a situação política do Brasil sob o título "Lágrima pelo Brasil".
- 22 de agosto de 1992 - Telefonemas anônimos afirmam que há bombas no auditório Petrônio Portella, do Senado, onde será apresentado o relatório da comissão. O senador Amir Lando (PMDB-RO) encontra um vírus no computador no qual redigia o relatório da comissão.
- 24 de agosto de 1992 - A comissão conclui que Collor desonrou a presidência e tem ligações com o Esquema PC.

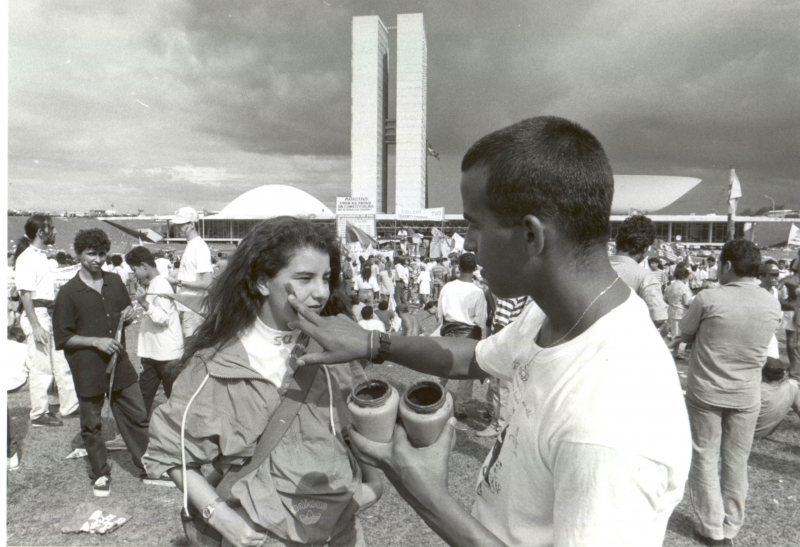
Caras-pintadas durante manifestação no Congresso Nacional.

- 25 de agosto de 1992 - Multidões vão às ruas das capitais do país exigir a renúncia de Collor. Os ministros divulgam nota afirmando que vão permanecer para garantir a governabilidade. O ministro da justiça Célio Borja enfatiza que não é uma manifestação de solidariedade ao presidente. Collor fala sobre a crise para uma emissora de tevê argentina. Garante que seu mandato não corre risco e analisa as manifestações de rua como fatos provocados pela campanha eleitoral.
- 26 de agosto de 1992 - Depois de 85 dias de trabalho da comissão, o senador Amir Lando conclui seu relatório, que incrimina Collor. O texto é aprovado na comissão por 16 a favor e 5 contra.
- Setembro de 1992 - A primeira-dama Rosane Collor é indiciada por irregularidades na LBA. O procurador-geral da República, Aristides Junqueira, aponta envolvimento em crimes.
- 1 de setembro de 1992 - Em meio a uma onda de manifestações por todo o país, os presidentes da Associação Brasileira de Imprensa, Barbosa Lima Sobrinho, e da Ordem dos Advogados do Brasil, Marcello Laveniére, apresentam à Câmara o pedido de impeachment de Collor.
- 29 de setembro de 1992 - A Câmara dos Deputados vota a favor da abertura do processo de impeachment de Collor por 441 votos a favor e 33 contra.
- 1º de outubro de 1992 - O processo de impeachment é instaurado no Senado.
- 2 de outubro de 1992 - Collor é afastado da Presidência até o Senado concluir o processo de impeachment. O vice-presidente Itamar Franco assume provisoriamente o governo e começa a escolher sua equipe ministerial.
- 29 de dezembro de 1992 - Começa o julgamento de Collor no Senado. O presidente renúncia por meio de uma carta lida pelo advogado Moura Rocha no Senado, para evitar o impeachment.
- 30 de dezembro de 1992 - Por 76 votos a favor e 3 contra, Fernando Collor é condenado à perda do mandato e à inelegibilidade por oito anos.

## Processo na justiça
Fernando Collor ingressou no Superior Tribunal de Justiça visando a reaver os seus direitos políticos, preservados, conforme argumentou, pelo fato de que sua renúncia ocorreu antes de aberta a sessão que decidiu pela condenação. Mas, em dezembro de 1993, esse tribunal manteve-o inelegível e inapto ao exercício de cargos e funções públicas por entender que a renúncia apresentada à undécima hora não passara de um "ardil jurídico". Entretanto, em julgamento realizado um ano depois, o Supremo Tribunal Federal arquivou o processo contra Collor e PC Farias, acusados do crime de corrupção passiva (placar de 5 a 3). Porém, Collor manteve-se inelegível, tendo seu pedido para concorrer nas eleições de 1998 rejeitado pelo STF.
Na ação penal 307, em 1994, Collor foi julgado com mais oito pessoas (entre os quais PC Farias, seu então tesoureiro) pelos crimes de corrupção passiva, corrupção ativa, supressão de documentos e falsidade ideológica.
Collor respondeu pelo crime de corrupção passiva (quando funcionário público recebe vantagem indevida) por ter, supostamente, se beneficiado do cargo de presidente da república. Na acusação, a Procuradoria-Geral da República afirmou que o ex-presidente utilizara contas fantasmas para receber, diretamente de empresas ligadas a PC Farias, 4 724 593,99 dólares estadunidenses. Collor argumentou que o dinheiro era fruto de restos de gastos de campanha. Depois, disse que os recursos haviam sido obtidos através de um empréstimo no Uruguai.
O Supremo Tribunal Federal absolveu Collor das acusações de corrupção baseando-se numa tecnicalidade, citando falta de provas que o ligassem ao esquema de PC Farias. Uma evidência considerada como crucial foi desconsiderada pelo tribunal após ter sido classificada como obtida ilegalmente, durante uma busca e apreensão policial sem mandado ou pedido judicial de interceptação telefônica: uma gravação de conversa telefônica e disquetes de computador pessoais de PC. Outras evidências coletadas a partir das informações extraídas dos arquivos armazenados no computador de PC também foram anuladas, após a equipe jurídica de Collor invocar, com sucesso, a doutrina dos frutos da árvore envenenada.
Outro problema na acusação do procurador-Geral da República na época, Aristides Junqueira, estava relacionada à falta de um "ato de ofício" perpetrado pelo ex-presidente. Na prática, o entendimento dos ministros é que esse crime somente poderia ser configurado na época quando houvesse a comprovação de antecipação, omissão ou retardamento de ato funcional em virtude de uma vantagem recebida. Nos autos, isso não ficou devidamente comprovado.

## Livro de Collor sobre o impeachment
Em 2007, Collor lança o livro "Relato para a História— A verdade sobre o processo do impeachment", elencando questionamentos da legalidade dos critérios políticos e da judicialização sobre o processo e apontando que o mecanismo jurídico tem sido construído com imperfeições e (ou) arrogos tanto de políticos como de anônimos em busca de notoriedade: "Pedidos de impeachment contra os presidentes da República transformaram-se numa atividade rotineira em nosso presidencialismo. Todos os chefes de Governo sob a Constituição de 1946, à exceção do marechal Dutra e do presidente Jânio Quadros, e todos os demais, depois do fim do regime militar (Sarney, Itamar Franco, FHC e Lula), foram objeto desse procedimento, alguns subscritos por parlamentares, outros por anônimos em busca de notoriedade".